# Bill Paterno
Bill Paterno (Spring Lake, 24 marzo 1955) è un ex cestista statunitense, professionista in Italia.

## Carriera
Venne selezionato dai Kansas City Kings al terzo giro del Draft NBA 1977 (45ª scelta assoluta).